# كوتسيليون (إوانينا)
كوتسيليون (Κουτσελιόν) هي مدينة في إوانينا في مقاطعة كينتريكي إلادا في اليونان.